# Королева (Кудымкарский район)
Королева — деревня в Кудымкарском районе Пермского края. Входила в состав Белоевского сельского поселения. Располагается севернее от города Кудымкара. Расстояние до районного центра составляет 24 км. По данным Всероссийской переписи населения 2010 года, в деревне проживал 1 человек (0 мужчин и 1 женщина).

## История
По данным на 1 июля 1963 года, в деревне проживало 45 человек. Населённый пункт входил в состав Белоевского сельсовета.